# Albert Manent i Segimon
Albert Manent i Segimon (Premià de Dalt, 23 september 1930 – Barcelona, 14 april 2014) was een schrijver, historiograaf en cultureel en politiek activist uit Catalonië. Al heel jong was hij actief in het democratische verzet tegen de franquistische dictatuur in Spanje. Hij is bekend van zijn literaire portretten en historische essays.

## Leven
In 1948 richtte hij aan de Faculteit der Letteren van de Universiteit van Barcelona het letterkundig tijdschrift Curial op, samen met Antoni Comas, Joan Ferran Cabestany, Joaquim Molas en Miquel Porter. Het blad werd in 1951 vernietigd door de Guardia Civil, omdat het in het Catalaans publiceerde. Manent bleef niettemin literair actief in de vele clandestiene literaire salons die her en der in het land georganiseerd werden en had zo goede contacten met veel vooraanstaande schrijvers uit die tijd. Eind jaren vijftig kwam hij ook in contact met de groep activisten rond Jordi Pujol i Soley. Hij werkte mee aan het tijdschrift Serra d'Or en tijdschriften die vanwege de censuur in het buitenland verschenen, zoals Germanor, Pont Blau en Revista de Catalunya.
Vanaf de jaren zestig nam hij deel aan vele acties tegen de censuur, het verbod op publicaties in het Catalaans en het algemene gebrek aan culturele en politieke vrijheid. Tevens nam hij in 1966 deel aan een actiecampagne voor de aanstelling van Catalaanse bisschoppen.  Hij wijdde daaraan een boek dat ook in het Frans verscheen, onder de titel Le Vatican et la Catalogne.
Eind jaren zestig probeerde Francisco Franco de Catalaanse economische elite voor zich te winnen met enkele zeer voorzichtige versoepelingen en iets minder strenge censuur tegen publicaties die niet in het Spaans verschenen. Aan de Universiteit van Barcelona (UB) werd opnieuw een richting Catalaanse filologie toegelaten, die echter wel in het Spaans gedoceerd moest worden. Manent begon op veertigjarige leeftijd opnieuw te studeren. Hij raakte gepassioneerd over de tot kort ervoor noodgedwongen doodgezwegen literatuurgeschiedenis tijdens de Spaanse dictatuur.
Hij werd ook actief als journalist, aanvankelijk voor La Vanguardia en vanaf 1976, tijdens de Spaanse democratische overgang, voor Avui, het eerste dagblad dat weer in het Catalaans verscheen. In 1992 werd hij lid van de Societat d'Onomàstica (de vereniging voor onomastiek) en bestudeerde hij onder meer toponymie en woorden uit de volkstaal voor meteorologische verschijnselen. In 1980 werd hij op aansturing van Jordi Pujol, president van de Generalitat de Catalunya (ze kenden elkaar vanuit de clandestiniteit), directeur van de “afdeling literaire en artistieke activiteiten” binnen wat later het ministerie van Cultuur zou worden. Hij werkte onder de bezielende leiding van Max Cahner i Garcia. In die functie speelde hij een belangrijke rol in de reconstructie van het Catalaans Nationaal Archief. Zijn belevenissen uit die periode verwerkte hij in het essay Crònica política del Departament de Cultura. Hij werd ook zeer actief als redacteur voor de nieuwe editie van de Gran Enciclopèdia Catalana en werd lid van de adviesraad van het Plataforma per la Llengua.
Voor zijn oeuvre en betrokkenheid werd hij bekroond met diverse literaire en culturele prijzen. Ter gelegenheid van zijn zeventigste en tachtigste verjaardag werd te zijner ere telkens een Liber Amicorum gepubliceerd.

## Werken
Na zijn jeugdpoëzie heeft hij zich vooral gewijd aan historische essays en biografieën. Veel van zijn historische essays berustten op zijn eigen ervaringen en die van andere bekende Catalanen ten tijde van de dictatuur. Hij probeerde onder meer de culturele geschiedenis uit die periode te reconstrueren, als tegengewicht voor de gecensureerde officiële geschiedschrijving. Hij is bekend van zijn monografieën en literaire portretten van figuren zoals Carles Riba (1963), Josep Carner (1969), Jaume Bofill i Mates (1972), J.V. Foix (1993), Marià Manent i Cisà (1995), Tomàs Garcés (2001) en Fèlix Millet i Maristany (2003).
In 1995 kreeg hij de literaire prijs Premi Ramon Llull voor de biografie over zijn vader met als titel Marià Manent, biografia íntima i literària en in 2011 de Ereprijs der Catalaanse Letteren voor zijn gehele oeuvre, dat volgens het juryrapport getuigt van “letterkundige en historiografische volwassenheid” en voor zijn “culturele inzet voor Catalonië”. Zijn persoonlijke archief over de periode van 1925 tot 2005 bevindt zich in het Catalaans Nationaal Archief.
Hij werd vertaald in het Engels, Spaans en Portugees. Een uitgebreide primaire en secundaire bibliografie, met inbegrip van de vertalingen is te vinden op de website van de organisatie van Catalaanse schrijvers, Associació d'Escriptors en Llengua Catalana.

### Poëzie
- 1949 - Hoste del vent
- 1951 - La nostra nit

### Essays
- 1969 - Literatura catalana en debat
- 1976 - La literatura catalana a l'exili
- 1984 - Escriptors i editors del Nou-cents
- 1984 - L'Església clandestina a Catalunya durant la Guerra Civil (1936-1939) (met Josep Raventós i Giralt, De clandestiene Catalaanse kerk tijdens de Burgeroorlog)
- 1993 - Retorn a abans d'ahir
- 1997 - Del Noucentisme a l'exili (Van Jugendstil tot ballingschap)
- 2006 - La guerra civil i la repressió del 1939 a 62 pobles del Camp de Tarragona
- 2008 - La represa. Memòria personal, crònica d'una generació (1946-1956)
- 2010 - Crònica política del Departament de Cultura, 1980-1988

### Biografieën en portretten
- 1963 - Carles Riba
- 1969 - Josep Carner i el Noucentisme
- 1979 - Jaume Bofill i Mates i Guerau de Liost
- 1986 - El molí de l'ombra
- 1988 - Solc de les hores: retrats d'escriptors i de polítics
- 1990 - Semblances contra l'oblit
- 1999 - En un replà del meu temps
- 1993 - Josep Vicenç Foix
- 1995 - Marià Manent, biografia íntima i literària
- 2001 - Tomàs Garcés, entre l'Avantguarda i el Noucentisme
- 2003 - Fèlix Millet i Maristany: líder cristià, financer i mecenes catalanista (Fèlix Millet i Maristany, christelijk leider, financier en catalanistische mecenas)[11]

### Biblio- en lexicografie
- 1988 - Bibliografia catalana dels anys més difícils (1939-1943) (Catalaanse bibliografie uit de moeilijkste tijden)
- 1989 - Bibliografia catalana: cap a la represa (1944-1946) (Catalaanse bibliografie, naar een nieuw begin)
- 2001 - Diccionari d’història eclesiàstica de Catalunya (samen met Joan Galtés i Ramon Cors, woordenboek van de kerkgeschiedenis in Catalonië)
- 2003 - Llunari de noms i mots
- 2012 - Diccionari de pseudònims usats a Catalunya i a l'emigració (Woordenboek van de pseudoniemen in Catalonië en in de diaspora, samen met Josep Poca i Gaya)

### Vertalingen
- 1969 - La Tragedia de Romeo y Julieta, William Shakespeare (vertaald in verzen)